# Джароле
Джаро̀ле (на италиански: Giarole; на пиемонтски: Giaroli, Джароли) е село и община в Северна Италия, провинция Алесандрия, регион Пиемонт. Разположено е на 98 m надморска височина. Населението на общината е 748 души (към 2010 г.).